# Liste der Bodendenkmäler in Osing (Freimarkung)
Auf dieser Seite sind die Bodendenkmäler in dem mittelfränkischen gemeindefreien Gebiet Osing (Freimarkung) zusammengestellt. Diese Tabelle ist eine Teilliste der Liste der Bodendenkmäler in Bayern. Grundlage ist die Bayerische Denkmalliste, die auf Basis des Bayerischen Denkmalschutzgesetzes vom 1. Oktober 1973 erstmals erstellt wurde und seither durch das Bayerische Landesamt für Denkmalpflege geführt wird. Die folgenden Angaben ersetzen nicht die rechtsverbindliche Auskunft der Denkmalschutzbehörde.

## Bodendenkmäler in Osing (Freimarkung)
| Lage       | Objekt                                                                                                   | Akten-Nr.     | Bild |
| ---------- | --- | ------------- | ---- |
| (Standort) | Freilandstation des Mesolithikums, Siedlung des Neolithikums, Grabhügel vorgeschichtlicher Zeitstellung. | D-5-6428-0092 |      |
| (Standort) | Siedlung vor- und frühgeschichtlicher Zeitstellung.                                                      | D-5-6428-0102 |      |